# Sainte-Foy-lès-Lyon
Sainte-Foy-lès-Lyon és un municipi francès, situat a la metròpoli de Lió i a la regió de Alvèrnia - Roine-Alps. L'any 2012 tenia 21.707 habitants.

## Personatges il·lustres
- Alexis Carrel (1873-1944) biòleg i cirurgià, Premi Nobel de Medicina o Fisiologia de l'any 1912.